# Бо (собака)
Бо (9 жовтня 2008-8 травня 2021) — собака сім'ї Обами. Бо — португальський водяний собака. Сім'я Президента отримала цуценя в подарунок після того, як вони визначилися з породою майбутнього улюбленця. На їх вибір вплинула алергія дочки Обами Малії, через яку сім'ї довелося вибирати з собак гіпоалергенних порід. У Білому домі Бо називають першим собакою Сполучених Штатів Америки — термін, введений в обіг за аналогією з терміном «Перша Леді»

## Порода
Португальський водяний собака — це достатьно рідкісна порода. Всього 48 представників породи взяло участь у найбільшій британській виставці собак «Крафт» у 2009 році. Автор довідника про цю породу, Кітті Браунд, пише, що в Північній Америці налічується близько 50 000 португальських водяних собак. Вважається, що португальські водні собаки гіпоалергенні, проте, наукових обґрунтувань того, що будь-яка порода собак менш алергенна, ніж інші, немає.

## Родовід
Заводчики Бо — Арт і Марта Стерні зі штату Техасу. Одна з собак їх розплідника також належала сенатору Едварду Кеннеді.
Бо був придбаний покупцем, ім'я якого не розголошується, але врешті-решт був повернутий назад до розплідника. Це сталося за умовами контракту, який підписали під час купівлі, зобов'язуючи нового господаря повернути тварину, якщо стосунки з собакою не складуться.
З 5 січня 2009 року Бо почав займатися з дресувальницею Дон Сільвією.

## Поява Бо в сім'ї Обами
Під час першої пресконференції після обрання на пост президента Барака Обами було поставлено питання про вподобання при виборі собаки для сім'ї. Президент відповів, що хотів би взяти собаку з притулку, зазначивши, що більшість з притулку собак «такі ж безпородні як і я». Обама заявив про те, що важливо знайти гіпоалергенну породу через алергію його доньки.
Пізніше Обама повідомив, що їх вибір зупинився на лабрадудлі (гібрид лабрадора-ретривера і пуделя) і португальської водяний собаки. 12 квітня 2009 року преса оголосила про те, що сім'я Обама отримала 6-місячного щеняти в подарунок від сенатора Едварду Кеннеді. 14 квітня, коли Бо офіційно увійшов до складу сім'ї Обами, було зроблено офіційне фото на тлі Білого дому. Під час пресконференції Обаму запитали, чи буде він пускати Бо до Овального кабінету, на що він відповів «звичайно так». Також він процитував президента Гаррі Трумена: «Якщо Ви хочете завести друга в Вашингтоні, то заводьте собаку».

## Факти із біографії
У реєстраційній книзі клубу собаківників Америки офіційне ім'я Бо — Нова Надія Аміго (Amigo's New Hope). Перший господар називав його Чарлі. Своє нове ім'я щеня отримало від дочок президента Обами — Малії і Саші, таке ж ім'я носить кіт їх родичів, також його дали на честь співака Бо Діддлі.
У червні 2009 року Білий дім випустив бейсбольну картку з фотографією Бо на одній стороні та жартівливою статистикою досягнень тварини на інший. Інформація на зворотному боці включає такі факти, як улюблені ласощі Бо — помідори; те, що Бо поки ще не вміє плавати і інші. Копію картки можна отримати, якщо відправити лист із запитом і конверт зі зворотною адресою та наклеєними марками.

## Дискусія в пресі
Спочатку сім'я Барака Обами підкреслювала своє прагнення взяти собаку з притулку, але в підсумку Бо взяли заводчиків, за що президента критикувала преса. Улітку 2008 року організація захисту тварин зібрала 50.000 підписів в петиції, де було прохання до сім'ї Обама взяти тварину з притулку.
Бо був прийнятий як подарунок, але сім'я Обами взяла на себе зобов'язання внести пожертвування в благодійний фонд для підтримки тварин із притулків. Проте, деякі благодійні організації висловилися критично в сторону Барака Обами і його відмови взяти з притулку собаку.

## Бо в ЗМІ
Газета The Washington Post отримала право першої ексклюзивної статті про собаку, де було сказано, що «Бо — симпатичний хлопець. Він добре підходить для офіційних подій Білого дому; у нього чорне забарвлення, біла грудка, лапи та борідка».
Чекаючи, що популярність породи різко зросте, клуб заводчиків португальських водяних собак США опублікував заяву, у якій звертався до людей, охочих придбати тварину цієї породи. Фахівці застерігали, що ця порода підходить тільки людям з певним життєвим ритмом і не виносить самотності.
Відразу ж після того, як Бо став членом сім'ї Обами, про нього було опубліковано 4 дитячих книги й почався масовий продаж плюшевих іграшок.
17 липня 2009 року журналіст Бен Грінман в газеті The New York Times описав перші 100 днів у Білому домі очима Бо.
16 березня 2010 вийшов епізод телепередачі Життя після людей, де автори представили, яким було б життя Бо після зникнення людей.